# Валериан и градът на хилядите планети
„Валериан и градът на хилядите планети“ (на френски: Valérian et la Cité des mille planètes) е филм от 2017 г. написан и режисиран от Люк Бесон, ко-продуциран от Бесон и съпругата му Вирджиния Бесон-Сила. Филмът е по френските комикси „Valérian и Laureline“, написани от Пиер Кристин и илюстрирани от Жан-Клод Месиерес. Главните роли са на Дейн Дехан като Валериан и Кара Делевин като Лорелин. Клайв Оуен, Риана, Итън Хоук, Хърби Хенкок, Крис Ву и Рутгер Хауър имат поддържащи роли. Бесон, чрез лични финанси и подпомагане от независими лица, финансира филма. С бюджет от около 180 милиона долара, той е и най-скъпият неамерикански и независим филм, правен някога.
Филмът е разпространен от STXfilms на 21 юли 2017 г. в САЩ, а във Франция на 26 юли от EuropaCorp.

## Сюжет
Внимание:  Текстът по-долу разкрива сюжета на произведението (или части от него)!
През 28 век бившата Международна космическа станция достига критична маса, което я прави прекалено опасна, за да се задържи на ниска орбита. Затова я пренасочват към дълбокия космос, където се превръща в Алфа, космически пътуващ град, обитаван от милиони видове същества от хиляди планети. Създадено е специално полицейско отделение, за да запази мира в галактиката, което включва майор Валериан и неговия партньор Лорелин.
По пътя си към мисия, Валериан сънува за планета, Мюл, където нискотехнологична хуманоидна раса живее мирно. Те ловят перли, съдържащи огромно количество енергия, и използват малки животни, за да ги възпроизвеждат. Отломки започват да падат от небето, а малко след това голям космически кораб, който предизвиква експлозия и унищожава всяко живо същество на планетата. Преди експлозията да достигне повърхността, млада принцеса успява да изпрати телепатичен сигнал. Някои от обитателите на планета влизат в изоставен кораб с цел да се предпазят. След като младата принцеса пристига малко след тях, осъзнават, че са затворени без възможност да отворят на принцесата. Малко преди смъртта ѝ, принцесата изпраща телепатично съобщение.
Разтърсен, Валериан се събужда. След спорът между Валериан и Лорелин за тяхната връзка, анализ от компютъра на кораба показва, че той може би е получил сигнал през пространството и времето.

## Продукция

### Разработване
Въпреки че Люк Бесон обича комиксите за Валериан от малък, той не е обмислял сериозно да направи филмова адаптация по тях, докато не работи над „Петият елемент". По време на работата си над „Петият елемент", Бесон дава задача на илюстратора Жан-Клод Месиерес да работи по филма. Той го попитал – „Защо работиш по този тъп филм? Защо не работиш над Валериан?“. По това време Бесон е на мнение, че е невъзможно да се направи филм с това съотношение между човек и извънземен. Излизането на „Аватар“ е благословия и проклятие за него. Той казва следното: „Технически, вече мога да кажа, че вече можем да направим всичко“. Филмът доказва, че въображението е единствената граница. Той обаче също смята, че „Джеймс Камерън вдигна нивото толкова много“, че най-вероятно сценарият му не е достатъчно добър, и затова го пренаписва. В крайна сметка, историята във филма отнема седем месеца за разработка.
Проектът за първи път е публично оповестен през 2012 г. Обявяват двете основни звезди Дейн Дехан и Кара Делевин през май 2015 г. На 19 август 2015 г. Клайв Оуен влиза във филма в ролята на командир Арун Филит. Бюджетът от 197 милиона евро е най-големият, който някога е събран за френски филм. Преди това „Астерикс на Олимпийските игри“ е най-скъпият – на стойност 78 млн. евро, малко над „Петият елемент" на Бесон (75 млн.). В края на август 2015 г. Бесон казва в интервю за радио RTL, че заснемането на филма във Франция е твърде скъпо, защото е заснет на чужд език – английски. Бесон не е могъл да се възползва от данъчни кредити, въпреки че предпочита да продуцира филма във Франция и да създаде 1200 работни места. След това критериите за получаване на тези данъчни кредити биват променени. През май 2015 г. обявяват, че Fundamental Films ще инвестира 50 милиона долара във филма.

### Заснемане
Снимките на филма започват на 5 януари 2016 г. в седем звукови сцени, посветени на филма в Cité du cinéma, в Свети Денис, северно от Париж. Общо има 2734 кадри с визуални ефекти.

### Маркетинг
В трейлъра на филма е включена песента „Защото“ от Бийтълс, което е първият път, в който главен запис на Бийтълс е включен в рекламата на филм, който не е за групата.

### Премиера
Първият рекламен материал за филма е пуснат на 10 ноември 2016 г. Специална прожекция на филма е показана преди представянето на „Петият елемент" на 14 май и 17 май.
Премиерата в Израел е на 20 юли 2017 г., на 21 юли в САЩ и на 26 юли във Франция. Lionsgate отговоря за разпространяването на филма в Обединеното кралство и Ирландия, а STX Entertainment разпространява филма в САЩ. Филмът е пуснат на 25 август 2017 г. в Китай.

### Домашна мултимедия
Валериан и градът на хилядите планети е наличен от 29 май 2018 г. за стрийминг и други дигитални услуги, а на 4K Blu-Ray, Blu-Ray и DVD от 21 ноември 2017 г.

## Oтзиви

### Box office
Приходите са 40,5 млн. долара от САЩ и Канада и 184,7 млн. долара в световен мащаб (включително 36,8 млн. във Франция). Общата стойност на приходите възлиза на 225,2 млн. долара. С бюджет около 180 милиона долара филмът трябва да спечели общо около 400 млн., за да оправдае продължение.
В Северна Америка получава премиера заедно с Дюнкерк и „Girls Trip“. Първоначално се очаква да събере 20 – 25 милиона долара от 3553 кинотеатъра, въпреки че някои вътрешни хора вярват, че ще са 13 – 19 млн. долара. Приходите от първия ден са на стойност 6,5 млн., включително 1,7 млн. от ранни излъчвания в четвъртък вечер от 2600 театри, намалявайки седмичните прогнози до 16,5 млн. Филмът дебютира със 17 млн., завършвайки на 5-о място в боксофиса, което е причина Deadline да го нарекат бомба (провал). Това довежда до спад от 8,31% на акциите на EuropaCorp на следващия понеделник. През втория си уикенд филмът спада с 62% до 6,4 милиона долара, завършвайки 8-и в боксофиса. През третия и четвъртия си уикенд филмът прави $ 2,4 милиона и $ 901 323, завършвайки 12-и и 17-и, като спада с още 62%.
Във Франция филмът прави 3,72 милиона долара (3,19 млн. евро) на първия си ден, вторият най-добър за 2017 година след „Аз, проклетникът 3“. В Китай филмът реализира 9,9 млн. долара на първия си ден от 78 000 кина, като става първият филм, който измества „Wolf Warrior 2“ в боксофиса на страната. Там печели 29 милиона долара и застава на първо място. Най-голямата територия за филма е Китай с 62,1 милиона щатски долара.

### Отговор от критиците
Филмът има рейтинг от 48% в „Rotten Tomatoes“ от 256 ревюта и резултат 51 от 100 в „Metacritic“, въз основа на рецензии от 45 критици, което показва „смесени или посредствени ревюта“. На френския сайт за информация AlloCiné филмът има средна оценка от 3,0/5, въз основа на 31 критици. „CinemaScore“ оценява филма с В− по скалата А+ до F.

## Възможно продължение
Въпреки че филмът е разочарование в боксофиса, режисьорът Люк Бесон твърди, че продължението е все още възможно благодарение на положителната реакция на феновете.